# Dhjan Čand
Dhjan Čand Sing (engl. Dhyan "Chand" Singh, hindi: ध्यान 'चंद' सिंह) (Alahabad, Uttar Pradesh, Britanska Indija, 29. avgust 1905. — Delhi, Indija, 3. decembar 1979), češće nazivan samo Dhjan Čand (ध्यान चंद) je bivši indijski hokejaš na travi, po mnogima najbolji hokejaš na travi svih vremena. Igrao je na mestu središnjeg napadača.

## Osnovni podaci
Pamti ga po njegovim streljačkim sposobnostima i izvrsnim igrama, kao običnog igrača, а kasnije и kao kapetana tima. Porodica mu je iz Gvaliora, grada na severu indijske države Madja Pradeš. Stric je indijskog reprezentativca Čandrašekara. Stariji je brat slavnih indijskih hokejaša Rupa Singa i Bajsa Rajputa. Njegov otac Subedar Samešvar Dut Sing je bio aktivno vojno lice, a takođe je igrao hokej na travi.
Nadimak 'चंद' odnosno „Čand” (u doslovnom prevodu: Mesec) mu je dao njegov prvi trener Pankaj Gupta koji je predvideo da će Dhjan Sing postati sjajan igrač („sjajan kao Mesec”). Dhjan Sing je i danas predmet obožavanja i mnoštvo legendi o njemu kruži u području indijskog sporta.

## Rana mladost
Dhjan Čand Sing se rodio 29. avgusta 1905. godine u Alahabadu u indijskoj državi Utar Pradeš. Njegov otac Samešvar Dut Sing je bio profesionalni vojnik u indijskoj vojsci u kojoj se bavio i hokejem na travi. Čand je imao dva brata - Mula i Rupa. Budući da mu je otac po službenoj dužnosti često puta menjao boravište, porodica mu se selila u razne gradove i usled toga Dhjan nije mogao da stekne kvalitetno obrazovanje i zato je morao da prekine obrazovanje u 6. razredu. Porodica mu se konačno skrasila u gradu Džansiju. Budući da je bio profesionalni vojnik, Dhjanov je otac dobio malo zemljište za kuću.
Mladi Dhjan Sing nije ozbiljno naginjao sportu, iako je voleo rvanje. Izjavio je da se ne seća je li ikad ozbiljno igrao hokej pre nego se priključio vojsci. Hokej je igrao ponekad sa prijateljima u Džansiju.
Dhjan Čand se priključio indijskoj vojsci u svojoj 16 godini, 1922. godine. Subedar-Major Bale Tivari je primetio njegovo driblersko umeće. Tivari je bio hokejaški zanesenjak i odmah je prepoznao Dhjanov dar. Postao je njegov mentor i postavio je temelje njegovoj igri.

## Karijera

### Početno razdoblje
Dhjan Sing je između 1922. i 1926. godine isključivo u vojsci igrao hokej na travi i to vojne i regimentalne utakmice. Čand je bio uvršten u izabrani sastav indijske vojske koji je trebalo da ide na turneju po Novom Zelandu. Indijski izabrani sastav je pobedio u 18 susreta, nerešeno je odigrao dva i izgubio samo jedan susret, a pohvale su stizale od svih gledalaca. U dva prijateljska susreta protiv izabranog novozelandskog tima su Indijci pobedili u prvom i tesno izgubili u drugom. Nakon što se vratio u Indiju, Čand je odmah unapređen u čin lanc najka.
Nakon što se uspešno sprovelo ponovno uvođenje hokeja na travi na Olimpijske igre, novoformirana Indijska hokejska federacija (IHF) je izvršila pripreme da bi poslala svoj najbolji sastav na Olimpijske igre 1928. godine u Amsterdam. Godine 1925. se odigrao međuprovincijski turnir da bi se izabralo indijsko predstavništvo u hokeju na travi. Sudelovalo je 5 sastava: Ujedinjene Pokrajine (UP), Pandžab, Bengal, Rajputana i Središnje pokrajine i Berar. Čandu je vojska dopustila da igra za sastav Ujedinjenih pokrajina.
U svojoj prvoj utakmici 14. februara 1928. godine Ujedinjene pokrajine su igrale nerešeno sa Pandžabom 3:3. To je bio prvi Čandov susret u nevojnom hokeju. U susretima koji su usledili Ujedinjene pokrajine pobedile su i izborile finale, u kojem su pobedile protiv Rajputane, a Čand je postigao pogodak. Prema listu The Statesman iz Kolkate:
Ujedinjene Pokrajine su bile tim koji je ostavio najveći utisak od svih 5 timova koji su učestvovali na turniru i potpuno je zaslužio svoj uspeh. Ujedinjene Pokrajine su pobedile u završnom susretu doslovno u prvih 7 minuta kad su postigli 2 pogodka.
Napadački red Ujedinjenih Pokrajina se u svim susretima pomicao precizno i glatko i to je odigralo veliku ulogu u njihovom uspehu na turniru. Dhjan Čand kao središnji napadač i Martins kao unutarnji desni su bili posebno uspešni u međusobnom razumevanju. Dhjan Čand je privlačio pažnju svojim veštim rukovanjem štapom. Njegove prodorne trke i tačna dodavanja su izgleda osigurali njegovo mesto u sastavu koji će sudelovati na OI.
Već na samom početku utakmice je bilo uočljivo da je Dhjan Čand u najboljoj formi. U kombinaciji sa Martinsom je odvlačio loptu prema desno i Martins je odigrao dobro tako da mu je dobro dodao. Brz kao munja, Dhjan Čand je postigao pogodak. Lopta je udrila o štap jednog od obrambenih igrača i otišla u mrežu, ne davši nikakvu šansu golmanu Kolieu. Pogodak tokom trećeg minuta od početka je bio mnogo više nego što su najoptimističniji navijači Ujedinjenih Pokrajina mogli očekivati. Do kraja, Ujedinjene Pokrajine su vodile tri prema nula.

S druge strane je tim Rajputana uložio svu snagu da bi postigli pogodak. Krajnji rezulta je bio Ujedinjene Pokrajine 3 - Rajputana 1.
Poneseni uspehom turnira, odlučeno je da se održava svake dve godine. Nakon što su odigrane još dve utakmice između kandidata, objavljen je sastav olimpijskog predstavništva, u koje je bio uvršten Čanda, a svi su sakupljeni u Bombaju. Za kapetana je izabran centar polovine Brume Erik Pinigera. Indijski hokejaški savez (IHF) je u početku imao veoma slabu finansijsku podršku, budući da su pokrajine Bombaj, Madras i Burma oglušile na molbe za sponzorstvo, ali ipak je nekako prikupljeno dovoljno novca. Olimpijska reprezentacija je onda odigrala susret protiv Bombaja XI i iznenađujuće izgubila 2:3, iako je Sing postigao oba pogodka za Indiju. Izabrani sastav je tiho otputovao za Englesku 10. marta da bi odigrao 11 susreta protiv lokalnih timova i da bi učestvovao na festivalu Folkeston. Pobedili su na svima. Na kraju je 24. aprila indijski sastav stigao u Amsterdam na turneju po Beneluksu. U svim predolimpijskim pripremnim susretima protiv lokalnih holandskih, nemačkih i belgijskih timova je indijsko predstavništvo pobedilo sa velikom razlikom pogodaka.

### Olimpijske igre 1928. godine u Amsterdamu
Indija je na Olimpijski igrama 1928. godine u Amsterdamu bila u grupi "A" sa Austrijom, Belgijom, Danskom i Švajcarskom. Dana 17. maja je indijski tim igrao svoju prvu utakmicu na igrama. To je bilo protiv Austrije, a pobedili su sa 6:0. Čand je postigao 3 pogodka. Idućeg dana je Indija pobedila Belgiju s 9:0. Čand je postigao 1 pogodak. Dana 20. maja je Danska izgubila od Indije sa 0:5, a Čand je postigao 3 pogodka. Dva dana kasnije je postigao 4 pogodka u Indijinoj pobedi protiv Švajcarske od 6:0 u polufinalu.
Finale se igralo 26. maja. Indija je igrala protiv domaćina, Holandije. Najbolji indijski igrači su se bili razbolili: Feroze Kan, Ali Šaukat i Ker Sing, a i sam Čand je bio bolestan. Uprkos svemu tome, čak i sa golim kosturom od tima, Indija je pobedila domaćine 3:0, pri čemu je Čand Sing postigao 2. gola. Indija je osvojila svoju prvu zlatnu medalju. Golman Ričard Alen je postavio jedinstveni rekord time što nije primio niti jedan pogodak na celom turniru. Dhjan Sing je bio uverljivo najbolji strelac turnira s 14 postignutih pogodaka u 5 susreta. Jedan novinski izveštaj o indijskom trijumfu je naveo,
Ovo nije hokej, ovo je čarolija. Dhjan Čand je u stvari hokejski čarobnjak.
Kad se indijska reprezentacija vratila u Indiju, dočekale su ih hiljade ljudi u Bombajskoj luci, za razliku od troje ljudi koji su ih ispratili na Olimpijske igre.

### OI 1932. godine i turneje
Nakon što je bio poslat u Vaziristan u Severozapadnu graničnu pokrajinu (danas u Pakistanu) sa svojom novom 2/14 Pandžabskom regimentom, Čanda Sing je bio odsečen od Indijskog hokejaškog saveza, kojeg su u međuvremenu preuzele civilne vlasti pod svoj nadzor. Međupokrajinski turnir se održavao radi izabora novog sastava koji će predstavljati Indiju na olimpijadi.
Indijski hokejaški savez je zatražio od vojnog odbora za sport da omogući Singu odlazak da bi učestvovao u takmičenju za Indiju. Njegova je regimenta to odbila. Čand Sing je primio vest da ga je izabrao Indijski hokejaški savez bez ikakvih formalnosti. Ostali članovi reprezentacije su morali da dokažu svoja umeća na međupokrajinskom turniru, na kome je pobedio Pandžab. Stoga je 7 igrača iz Pandžaba igralo za indijsku olimpijsku reprezentaciju. Pored Dhjana Čanda Singa, iz sastava olimpijskih prvaka iz 1928. godine su ostali Brume Erik Pinigar, Lesli Hamond i Ričard Alen. Dhjanov brat Rup Sing se priključilo timu. Lal Šaha Bokarija je izabran za kapetana.
Olimpijska reprezentacija je nakon toga odigrala pripremne susrete u Indiji pre nego se zaputila u Kolombo. U dva susreta u Cejlonu, pobedili su sastav All Ceylon XI sa 20:0 i 10:0. Jedne su novine napisale o prvom susretu „Savršenstvo je opasno, jer iskušava bogove. Ipak, jednom se i ovo pokazalo pogrešnim jer je i bog vremena odao poštovanje genijalnosti indijskih igrača. Kišni oblaci koji su zapretili da će pokvariti igru nestali su u plavetnilu i hiljade gledalaca je provelo sretnih sat vremena diveći se neuporedivom umeću indijskog sastava.”
Indijci su zaplovili put San Franciska 30. maja i doplovili su 6. juna. Došli su u Los Anđeles tri nedelje pre ceremonije otvaranja Olimpijskih igara koja je trebala biti 30. jula. Dana 4. avgusta 1932. godine je Indija odigrala svoj prvi susret protiv Japana i pobedila sa 11:1. Dhjan Čand Sing, Rup Sing i Gurmit Sing su postigli po tri pogotka, a Diki Kar jedan. U završnici koja se igrala 11. avgusta je Indija igrala protiv domaćina SAD-a. Pobedila je 24:1, što je to vreme bio svetski rekord i odbranili zlato sa prethodnih igara. Dhjan Čand Sing je postigao 8 pogodaka, Rup Sing 10, Gurmit Sing 5 i Piniger jedan. Zapravo su Dhjan Čand Sing i njegov brat Rup postigli 25 od 35 indijskih pogodaka. Zbog ovog su dobili naziv „hokejaški bliznaci”.
Jedne losanđeleske novine su pisale „Sveindijski hokejaški tim koji je G. D. Sondi doveo u Los Anđeles da brani njihov naslov olimpijskog prvaka je bio kao tajfun sa istoka. Pregazili su i samo što nisu pomeli sa Olimpijskog stadiona jedanaestoricu igrača koji su predstavljali SAD.”
Reprezentacija se potom zaputila na turneju po Sjedinjenim Državama. Dana 20. avgusta su odigrali susret protiv tima Sjedinjenih Država XI koji je bio skoro isti sastav sa kojim su igrali u Los Anđelesu. Čak i nakon što su posudili Amerikancima svog drugog golmana Artura Hinda za drugo poluvreme, Indijci su pobedili 20:1.
Nakon što su zaplovili iz Njujorka, indijsko je predstavništvo stiglo u Englesku. Krenuli su u intenzivnu turneju, odigravši devet susreta u raznim državama tokom dve nedelje, počevši od 2. septembra. Odigrali su četiri međunarodne utakmice, protiv Holandije, Nemačke, Čehoslovačke i Mađarske. Došli su do Cejlona i Indije, odigravši mnoštvo utakmica da bi platili svoje troškove. Turneju su zaključili sa 37 susreta, 34 pobede, 2 nerešena meča i jednom su napustili utakmicu. Dhjan Čand Sing je postigao 133 od 338 indijskih pogodaka.

## Literatura
- Chand, Dhyan (1952). Goal! Autobiography of Hockey Wizard Dhyan Chand. Chennai: Sport & Pastime. Архивирано из оригинала 07. 04. 2015. г. Приступљено 22. 02. 2019.